# Luigi Mastrangelo
Luigi Mastrangelo (Mottola, 17 agosto 1975) è un ex pallavolista italiano, nel ruolo di centrale.

## Carriera

### Giocatore

Da destra: Mastrangelo, Nikola Grbić e Rafael Pascual al Cuneo nella stagione 1997-98

La carriera pallavolistica di Mastrangelo comincia nel 1991 nella squadra giovanile del suo paese, la SS Volley Motula; nella stagione 1992-93 partecipa al suo primo campionato, quello di Serie B1, con il Magna Grecia Volley di Matera, mentre nel 1993 gioca nella squadra giovanile del Volley Gonzaga Milano.
Nella stagione 1994-95 viene ingaggiato dal Cuneo Volley Ball Club, esordendo quindi nella Serie A1 italiana; tuttavia nella stagione successiva torna giocare in Serie B1 vestendo la maglia del Volley Ball Club Mondovì, mentre nell'annata 1996-97 passa all'Olimpia Sant'Antioco, in Serie A2.
Nella stagione 1997-98 ritorna nuovamente a Cuneo, dove resta per cinque stagioni, anche quando la società cambia denominazione in Piemonte Volley, vincendo due Coppe Italia, una Supercoppa italiana, una Coppa della Coppe, una Coppa CEV ed una Supercoppa europea; il 28 maggio 1999 fa il suo esordio in nazionale, a Sydney, durante una partita della World League, vinta dagli azzurri per 3-0 contro l'Australia: con la nazionale vince un oro al campionato europeo 1999, una medaglia di bronzo ai Giochi della XXVII Olimpiade nel 2000 e due ori e un argento in tre edizioni della World League.
Nella stagione 2002-03 viene ingaggiato dall'Associazione Sportiva Volley Lube di Macerata, club con il quale milita per tre stagioni, vincendo una Coppa Italia e la Coppa CEV 2004-05; con la nazionale vince nuovamente la medaglia d'oro al campionato europeo 2003, bissata poi anche nell'edizione 2005, la medaglia d'argento ai Giochi della XXVIII Olimpiade di Atene nel 2004, un argento ed un bronzo rispettivamente alla Coppa del Mondo 2003 e alla Grand Champions Cup 2005 ed una medaglia di bronzo ed argento alla World League 2003 e 2004.
Dopo una stagione nella Pallavolo Modena, nella stagione 2006-07 passa all'M. Roma Volley: con la squadra capitolina resta per due annate, aggiudicandosi la Coppa CEV 2007-08. Il campionato 2008-09 lo disputa con la Prisma Volley di Taranto.
Nella stagione 2009-10 torna nuovamente nel Piemonte Volley, con cui resta per quattro stagioni, vincendo per la prima volta il campionato, la Coppa Italia 2010-11, una Supercoppa italiana e la Coppa CEV 2009-10; con la nazionale si aggiudica la medaglia d'argento al campionato europeo 2011 e la medaglia di bronzo ai Giochi della XXX Olimpiade di Londra, nel 2012.
Messo fuori rosa dalla squadra piemontese, decide di ritirarsi dall'attività agonistica.

### Dopo il ritiro
Nel 2013 partecipa alla nona edizione del programma televisivo Ballando con le stelle, mentre nel 2015 è l'ospite misterioso dell'ottava tappa della quarta edizione di Pechino Express.
Il 12 maggio 2022 viene nominato dal segretario federale della Lega Matteo Salvini responsabile del Dipartimento Sport del partito. Poche settimane più tardi è candidato alle elezioni amministrative per il consiglio comunale di Cuneo, ma con 57 preferenze non risulta eletto.

## Palmarès

### Club
- Campionato italiano: 1

2009-10
- Coppa Italia: 4

1998-99, 2001-02, 2002-03, 2010-11
- Supercoppa italiana: 2

1999, 2010
- Coppa delle Coppe: 1

1997-98
- Coppa CEV: 2

2007-08, 2009-10
- Coppa CEV: 2

2001-02, 2004-05
- Supercoppa europea: 1

1997

### Nazionale (competizioni minori)
- Memorial Hubert Wagner 2011

### Premi individuali
- 1999 - World League: Miglior servizio
- 2001 - World League: Miglior servizio
- 2003 - Campionato europeo: Miglior muro
- 2004 - World League: Miglior muro
- 2005 - Campionato europeo: Miglior muro
- 2007 - Serie A1: Miglior centrale
- 2008 - Coppa CEV: Miglior muro
- 2008 - Coppa CEV: Miglior servizio
- 2010 - Serie A1: Miglior centrale
- 2011 - Memorial Hubert Wagner: Miglior muro
- 2012 - Serie A1: Miglior centrale